# 吉廖島
吉廖島（義大利語：Isola del Giglio）是義大利的岛屿，也是意大利最小的市镇，坐落於第勒尼安海、托斯卡納海岸線外的島嶼，屬格羅塞托省。

## 地理

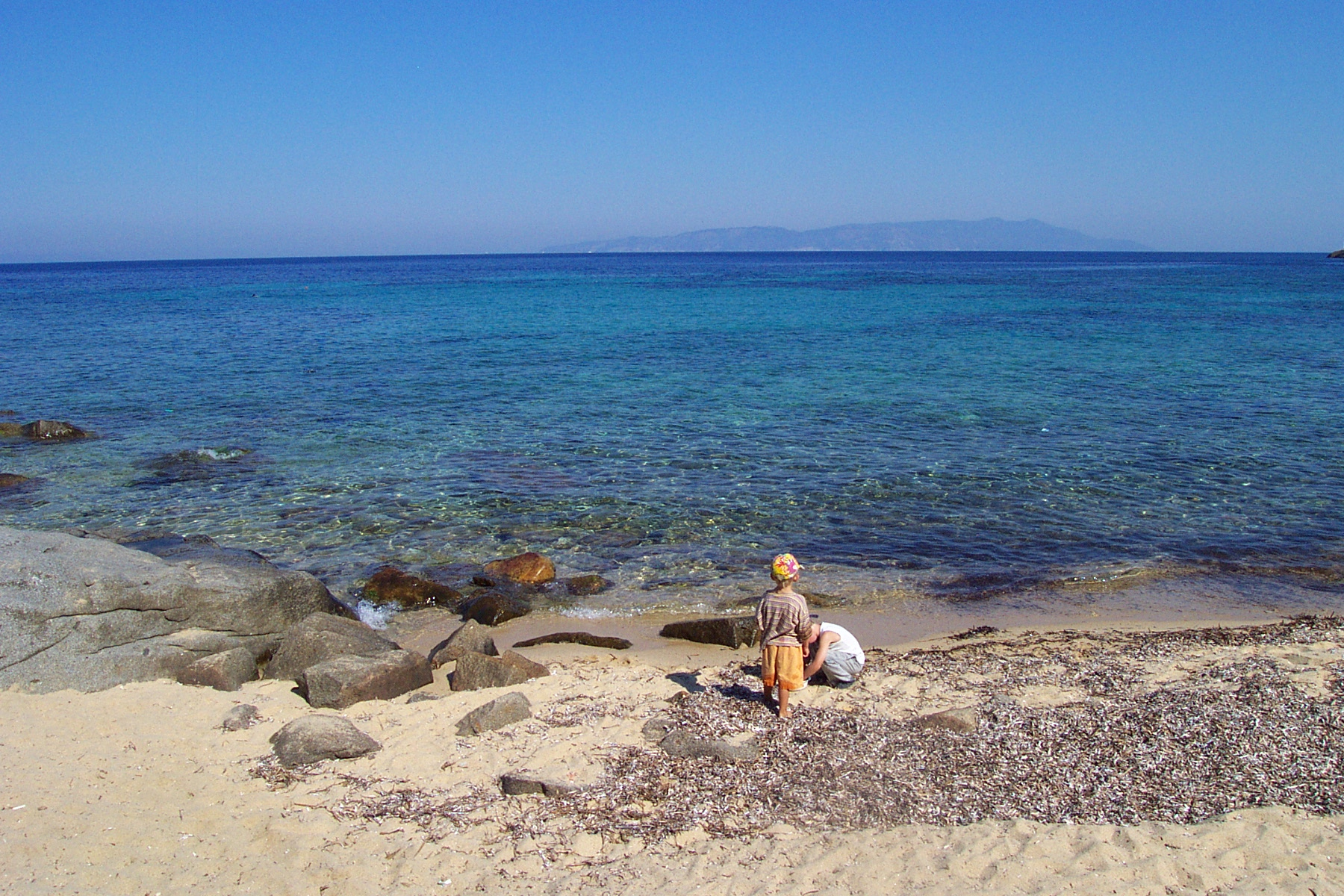
吉廖島的海灘，眺望著托斯卡納海岸上的阿根塔力歐山。

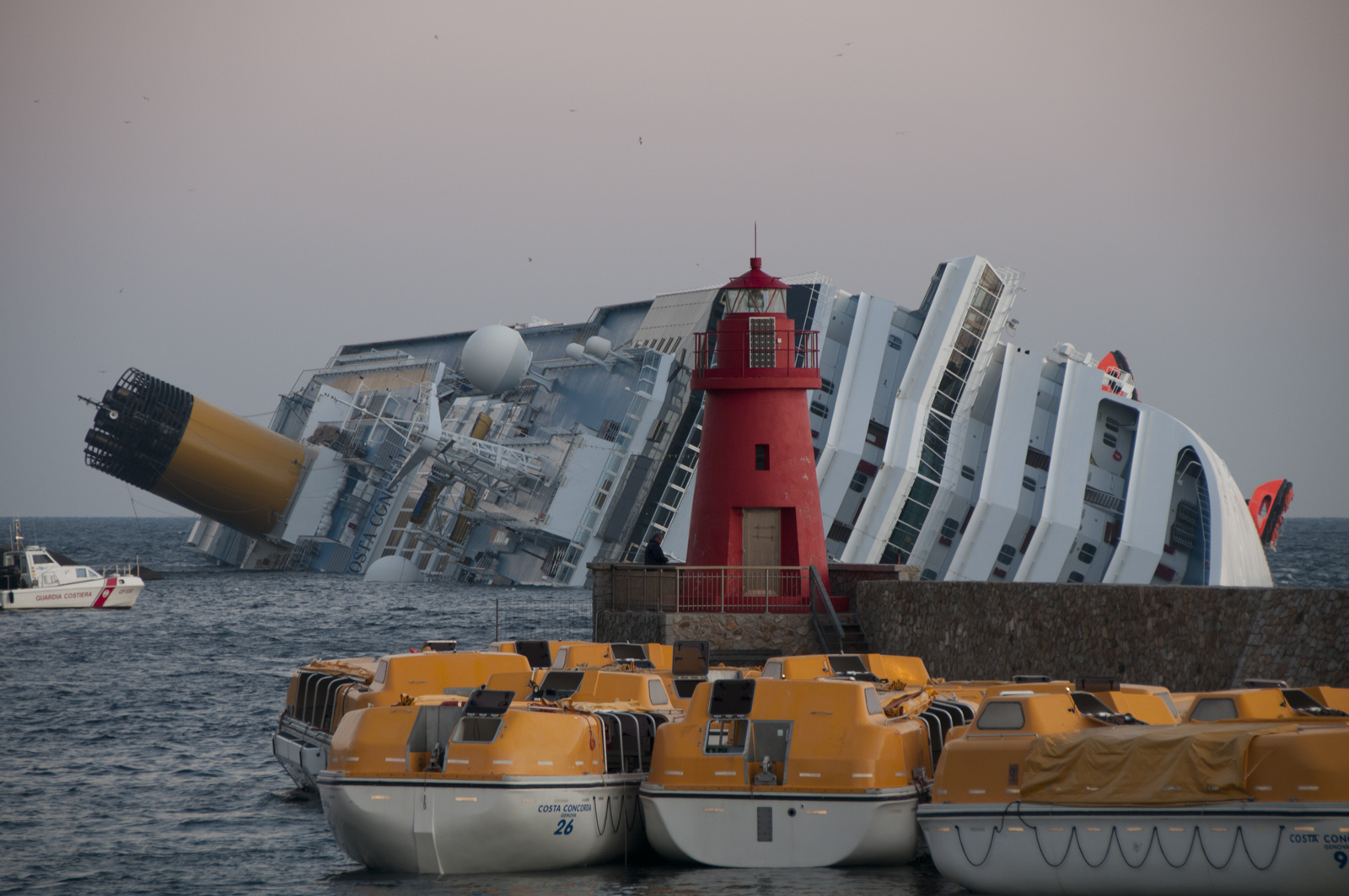
歌詩達協和號遊輪，於2012年1月13日在吉廖島近海觸礁。

吉廖島被16公里寬的海與蒙泰阿真塔里奥的海角分隔。地形多山，幾乎完全由花崗岩所組成，最高峰是帕加纳小丘（Poggio della Pagana）（496公尺）。九成地表被地中海植被所覆蓋，交錯著大松樹林，與眾多用以釀製知名Ansonaco葡萄酒的葡萄園。海岸線長27公里，由岩石、平滑的峭壁及數個海灣－－阿雷內拉（Arenella）、坎內莱（Cannelle）、卡尔達內（Caldane）、坎佩塞（Campese）－－所組成。其中以坎佩塞最大，屬與其同名的小村。

## 外部連結
- 觀光客與遊客的吉廖島資訊 www.giglioinfo.com
- 吉廖島海洋生物學協會 （页面存档备份，存于）
- 吉廖島潛水中心與潛水學校